# Kohorta (vojenství)
Kohorta (latinsky cohors, plurál cohortes) byla římská vojenská jednotka o síle přibližně 500 mužů.

## Charakteristika
Tato formace se původně užívala k členění pěchoty římských spojenců, avšak za punských válek si ji osvojily rovněž legie. Od dob reformy Gaia Maria sestávala legie z deseti kohort jako základních taktických útvarů. Kohortu tvořily tři manipuly, přičemž ty se dále dělily na dvě setniny (centuriae) po zhruba 80 mužích, následně dělených do deseti stanových družstev po osmi mužích. Jednotka osmi vojáků, která spolu sdílela stan, se nazývala contubernia. První kohortě každé legie náleželo zvláštní postavení zdůrazněné pozdějším navýšením počtu jejího mužstva na zhruba dvojnásobek oproti ostatním kohortám. Pomocné sbory (auxilia), představující za císařství druhou nejdůležitější složku římského vojska po legiích, byly organizovány do kohort s výjimkou jezdeckých oddílů - ty se dělily na eskadrony (turmae) po třiceti jezdcích, kterým velel dekurion (vždy jeden dekurion na 10 jezdců). Jeden z dekurionů vždy velel celé eskadroně, ostatní sloužili jako jeho pobočníci.